# Настъпление в Астурия
Настъплението в Астурия е офанзива в Астурия по време на Гражданската война в Испания, което продължава от 1 септември до 21 октомври 1937 г. 45 000 души от Испанската републиканска армия се сражават с 90 000 войници от националистическите сили.

## Предпоставки
След неуспешната офанзива на републиканците срещу Сарагоса, националистите решават да преразпределят силите си и продължават офанзивата си срещу последното парче територия, контролирана от републиканците на север, Астурия. На 29 август Суверенният съвет на Астурия, воден от Белармино Томас, поема всички военни и граждански правомощия и назначава полковник Адолфо Прада за командир на Републиканската армия на Севера.

## Численост
Националистическата офанзива е започната от Северната армия на генерал Давила с 80 000 души. Тези сили включват четирите наварски бригади на Хосе Солчага, трите дивизии на Аранда и Италиански експедиционен корпус. Националистите разполагат и с 250 оръдия и 250 самолета.
Срещу тях републиканците имат Северната армия, водена от полковник Прада, с XIV армейски корпус, воден от Франсиско Галан (8 000–10 000 души) и XVII армейски корпус на полковник Линарес (35 000). Републиканците разполагат със 180 оръдия, една ескадрила „Chatos“ и два самолета „Moscas“, около 35 самолета.

## Националистическата офанзива
Националистическата офанзива започва на 1 септември, като Солчага настъпва от изток, а Аранда от югозапад, но въпреки смазващото им числено и въздушно превъзходство напредването им е много бавно (по-малко от километър на ден). Републиканците водят ожесточени боеве, а трудният терен на Кордилера Кантабрика осигурява отлични отбранителни позиции. Войските на Солчага (33 000 души) окупират Ланес на 5 септември и в битката при Ел Мазуко атакуват височините, държани от работниците на Национална конфедерация на труда от Ла Фелгуера (5 000 души). Наварците в крайна сметка превземат долината и околните планини, но само след 33 дни кървава битка. На 18 септември националистите окупират Рибадесела, а на 1 октомври Ковадонга, но до 14 октомври републиканците все още държат няколко високи прохода на Леонските планини.
Основната цел на републиканците е да забавят настъплението на националистите до настъпването на зимата. Въпреки това, Легион „Кондор“ се завръща от Арагонския фронт и започва да бомбардира републиканските позиции. Германските ескадрили използват кутии с бензин, прикрепени към запалителни бомби, и тестват идеята за килимни бомбардировки. На 14 октомври Ариондас пада и полковник Агустин Муньос Грандес успява да пробие републиканския фронт, навлизайки в Тама и напредвайки към Кампо де Касо. Републиканските войски се оттеглят към Хихон, а на 15 октомври войските на Солчага се присъединяват към войските на Аранда.
След това републиканското правителство нарежда обща евакуация. На 17 октомври Суверенният съвет на Астурия решава да започне евакуацията, но Легион „Кондор“ потопява републиканския разрушител „Ciscar“, а националистическият флот блокира астурийските пристанища. Само висшите офицери успяват да избягат на канонерки и риболовни кораби. На 20 октомври двадесет и два републикански батальона се предават и полковник Хосе Франко предава град Трубия на националистите. На 21 октомври националистите влизат победоносно в Хихон, слагайки край на настъплението в Астурия. Въпреки това хиляди републикански войници бягат в близките планини и започват партизанска война срещу националистическите войски.

## Последици
Националистическите репресии са жестоки. Само в Овиедо са разстреляни 1 000 републикански пленници. Републиканските затворници са пратени в трудови батальони или са принудени да се присъединят към националистическата армия (около 100 000). Освен това, със завладяването на Севера, националистите вече контролират 36 процента от испанското индустриално производство, 60 процента от въглищата и цялото производство на стомана.